# Horst Wendlandt
Horst Wendlandt (né le 15 mars 1922 à Criewen et mort le 30 août 2002 à Berlin) est un producteur allemand de cinéma.

## Filmographie
- 1956 : Der erste Frühlingstag
- 1956 : La Reine de music-hall
- 1956 : Liebe
- 1957 : Wie ein Sturmwind
- 1957 : Die Unschuld vom Lande
- 1957 : Kindermädchen für Papa gesucht
- 1957 : Les Frénétiques
- 1958 : Un soir à la Scala
- 1958 : Avouez, Docteur Corda
- 1958 : Les Yeux noirs
- 1958 : Ihr 106. Geburtstag
- 1958 : Wehe, wenn sie losgelassen
- 1958 : Ohne Mutter geht es nicht
- 1959 : Hier bin ich - hier bleib' ich
- 1959 : Was eine Frau im Frühling träumt
- 1959 : Peter décroche la timbale
- 1959 : La Paloma
- 1959 : Du bist wunderbar
- 1959 : Alt Heidelberg
- 1960 : Les Mystères d'Angkor
- 1960 : Scheidungsgrund: Liebe
- 1960 : O sole mio (de)
- 1961 : Und sowas nennt sich Leben
- 1961 : L'Archer vert (en)
- 1961 : Les Mystères de Londres
- 1961 : Le Narcisse jaune intrigue Scotland Yard
- 1961 : L'Étrange comtesse
- 1961 : Der Fälscher von London
- 1961 : Unser Haus in Kamerun (de)
- 1962 : L'Orchidée rouge
- 1962 : La Porte aux sept serrures (Die Tür mit den 7 Schlössern)
- 1962 : Le Requin harponne Scotland Yard
- 1962 : Ich bin auch nur eine Frau
- 1962 : Le Trésor du lac d'argent (Der Schatz im Silbersee)
- 1963 : L'Énigme du serpent noir
- 1963] : Le Crapaud masqué
- 1963] : Das indische Tuch
- 1963] : La Révolte des Indiens Apaches
- 1964 : L'Attaque du fourgon postal (Zimmer 13)
- 1964 : Toujours au-delà
- 1964 : Le Défi du Maltais (Der Hexer)
- 1964 : La Serrure aux treize secrets
- 1964 : Le Trésor des montagnes bleues (Winnetou - 2. Teil)
- 1964 : Parmi les vautours (Unter Geiern)
- 1964 : Das Verrätertor
- 1965 : Neues vom Hexer
- 1965 : L'Appât de l'or noir
- 1965 : Winnetou III
- 1965 : Old Surehand
- 1965 : Der unheimliche Mönch
- 1966 : Le Jour le plus long de Kansas City (Winnetou und das Halbblut Apanatschi)
- 1966 : Le Bossu de Londres
- 1966 : Tonnerre sur la frontière
- 1966 : La Planque (The Trygon Factor)
- 1967 : Le Plus Vieux Métier du monde
- 1967 : La Main de l'épouvante
- 1967 : Le Moine au fouet (Der Mönch mit der Peitsche)
- 1968 : Ces diables de collégiens (de)
- 1968 : Le Château des chiens hurlants
- 1968 : Im Banne des Unheimlichen
- 1968 : Le Mariage parfait
- 1968 : Der Gorilla von Soho (de)
- 1969 : Der Mann mit dem Glasauge
- 1969 : Klassenkeile
- 1969 : Dr. med. Fabian – Lachen ist die beste Medizin
- 1969 : Liz et Helen
- 1969 : Pour le meilleur et pour le pire
- 1969 : Der Kerl liebt mich - und das soll ich glauben?
- 1970 : How Did a Nice Girl Like You Get Into This Business? (en)
- 1970 : Ces messieurs aux gilets blancs (Die Herren mit der weißen Weste)
- 1970 : Was ist denn bloß mit Willi los?
- 1970 : Die Feuerzangenbowle (de)
- 1971 : La Morte de la Tamise
- 1971 : Hurra, wir sind mal wieder Junggesellen
- 1971 : Bleib sauber, Liebling (de)
- 1971 : Unser Willi ist der Beste
- 1972 : Willi wird das Kind schon schaukeln
- 1972 : Hauptsache Ferien (de)
- 1972 : Le Tueur à l'orchidée
- 1972 : Mais... qu'avez vous fait à Solange ? (Cosa avete fatto a Solange?) de Massimo Dallamano
- 1977 : L'Œuf du serpent (The Serpent's Egg)
- 1978 : Une histoire simple
- 1981 : Lili Marleen
- 1981 : On m'appelle Malabar
- 1981 : Lola, une femme allemande (Lola)
- 1982 : L'As des as
- 1985 : Otto – Der Film
- 1986 : Momo
- 1987 : Otto – Der neue Film (de)
- 1988 : Ödipussi (de)
- 1989 : Otto – Der Außerfriesische (de)
- 1991 : Attention, Papa arrive ! (de)
- 1992 : Otto – Der Liebesfilm (de)
- 1993 : Kein Pardon (de)
- 1998 : Ein tödliches Verhältnis (en)
- 2000 : Otto - Der Katastrofenfilm